# Ochrona gatunkowa grzybów
Ochrona gatunkowa grzybów – analogicznie do ochrony gatunkowej roślin i zwierząt – to prawny sposób zabezpieczenia rzadko występujących gatunków dziko rosnących grzybów zagrożonych wyginięciem. Obecnie obejmuje to również porosty, ponieważ zgodnie z aktualną systematyką są one zaliczane do grzybów.

## Ochrona grzybów do 2014 r.
Polska jest pionierem ochrony gatunkowej grzybów. Ochronę 21 najrzadszych gatunków grzybów wprowadziła w 1983 r. jako pierwsze państwo w Europie. W 1995 roku objęto ochroną częściową wszystkie gatunki grzybów. W 2004 r. podstawą prawną określającą szczegóły ochrony gatunkowej grzybów stało się rozporządzenie Ministra Środowiska, które zawiera między innymi listę gatunków chronionych objętych ochroną ścisłą (całkowitą) bądź ochroną częściową. Ochronie ścisłej podlegają 52 taksony (gatunki lub rodzaje) grzybów i 57 taksonów porostów. Ochronie częściowej podlegał 1 gatunek grzyba (włóknouszek ukośny) i 9 gatunków porostów. Dla 4 najrzadszych gatunków porostów dodatkowo wyznacza się 50 lub 100 m strefy ochronne wokół ich stanowisk.

## Ochrona grzybów od 2014 r.
Aktualne rozporządzenie z dnia 9 października 2014 r. określa gatunki grzybów:
- objętych ochroną ścisłą,
- objętych ochroną częściową
- objętych ochroną częściową, które mogą być pozyskiwane, oraz sposoby ich pozyskiwania,
- wymagających ustalenia stref ochronnych ich stanowisk.

W stosunku do grzybów objętych ochroną ścisłą zabronione jest:
1. umyślne ich niszczenie;
2. umyślne zrywanie lub uszkadzanie;
3. niszczenie ich siedlisk;
4. pozyskiwanie lub zbiór;
5. przetrzymywanie lub posiadanie okazów;
6. zbywanie, oferowanie do sprzedaży, wymiany lub darowizny okazów gatunków;
7. wwożenie z zagranicy lub wywożenia poza granicę państwa okazów gatunków;
8. umyślne przemieszczania w środowisku przyrodniczym;
9. umyślne wprowadzanie do środowiska przyrodniczego.

W stosunku do dziko występujących grzybów objętych ochroną częściową zabronione jest:
1. umyślne ich niszczenie;
2. umyślne zrywanie lub uszkadzanie;
3. niszczenie ich siedlisk;
4. pozyskiwanie lub zbiór;
5. umyślne przemieszczanie w środowisku przyrodniczym;
6. umyślne wprowadzanie do środowiska przyrodniczego.

## Wykazy gatunków chronionych grzybów
- lista grzybów objętych ochroną prawną w Polsce (od 2014 r.)
- lista grzybów objętych ochroną prawną w Polsce (lata 2004-2014)
- lista porostów objętych ochroną prawną w Polsce (od 2014 r.)
- lista porostów objętych ochroną prawną w Polsce (lata 2004-2014)